# Ikuma Horishima
Ikuma Horishima (堀島 行真, Horishima Ikuma) est un skieur acrobatique japonais, né le 11 décembre 1997.

## Biographie
Il fait ses débuts en Coupe du monde en 2013. En décembre 2015, il se classe troisième de l'épreuve en bosses parallèles à Ruka.
Aux Championnats du monde 2017, il gagne la médaille d'or en bosses simples et parallèles.
En janvier 2018, il remporte la manche de Coupe du monde disputée à Mont Tremblant.

## Palmarès

### Jeux olympiques
| Épreuve / Édition | Bosses |
| ----------------- | ------ |
| JO 2022 Pékin     | Bronze |

### Championnats du monde
| Épreuve / Édition           | Bosses | Bosses en parallèle |
| --------------------------- | ------ | ------------------- |
| Mondiaux 2017 Sierra Nevada | Or     | Or                  |
| Mondiaux 2019 Deer Valley   | 4e     | 8e                  |
| Mondiaux 2021 Almaty        | 19e    | Bronze              |
| Engadin 2025 Engadine       | Or     | Argent              |

### Coupe du monde de ski acrobatique
- 1 petit globe de cristal :
  - Vainqueur du classement bosses en individuel en 2024.
- 52 podiums dont 22 victoires.

#### Détails des victoires
| Épreuve / Édition | Bosses                             | Bosses Parallèles      |
| ----------------- | ---------------------------------- | ---------------------- |
| 2017-2018         | Tazawako Mont-Tremblant            | Tazawako               |
| 2018-2019         | Shymbulak                          |                        |
| 2019-2020         | Thaiwoo Deer Valley                | Shymbulak              |
| 2020-2021         | Ruka                               |                        |
| 2021-2022         | Idre Fjäll Alpe d'Huez Deer Valley |                        |
| 2022-2023         | Alpe d'Huez                        | Alpe d'Huez Valmalenco |
| 2023-2024         | Ruka Bakouriani Waterville Valley  | Deer Valley            |
| 2024-2025         | Deer Valley Beidahu Livigno        | Deer Valley            |